# Viviennea tenuifascia
Viviennea tenuifascia là một loài bướm đêm thuộc phân họ Arctiinae, họ Erebidae.